# 岐阜県道191号東笠松停車場線
岐阜県道191号東笠松停車場線（ぎふけんどう191ごう ひがしかさまつていしゃばせん）とはかつて岐阜県羽島郡笠松町内を通っていた一般県道（岐阜県道）である。2015年（平成27年）7月31日に廃止された。　

## 概要
2015年（平成27年）7月31日の路線廃止と同時に岐阜県道164号鶉笠松線の終点が羽島郡笠松町上本町に変更され、当路線の一部（羽島郡笠松町美笠通 - 笠松町上本町）が岐阜県道164号となった。

### 路線データ
廃止時点での路線データは以下の通り。
- 起点：東笠松停車場（岐阜県羽島郡笠松町若葉町、旧名古屋鉄道名古屋本線東笠松駅）
- 終点：県道岐阜稲沢線交点（岐阜県羽島郡笠松町美笠通、美笠通3交差点）

## 地理
- 笠松町の商店街の道路であった。途中には名古屋鉄道竹鼻線西笠松駅、笠松町役場があった。
- 東笠松駅は利用客減少等により、2005年（平成17年）1月29日に廃止されている。駅が廃止された後も県道の名は東笠松停車場線のままであった。

### 通過していた自治体
- 岐阜県
  - 羽島郡
    - 笠松町

### 交差していた道路
- 岐阜県道177号下印食笠松線（羽島郡笠松町上本町）
- 岐阜県道14号岐阜稲沢線・岐阜県道164号鶉笠松線（羽島郡笠松町美笠通、美笠通3交差点）